# Diego Echeverria
Diego Echeverria es un lanzador de béisbol diestro que se desempeñó en ligas menores entre los años 2007 y 2009, y en la Liga Colombiana en 2010. Actualmente es jugador de la Selección Argentina de Béisbol, y entrenador de Pitcheo de la misma. Además, tiene la particularidad de ser el beisbolista argentino que más lejos ha llegado en la historia. También es conocido por ser el mejor lanzador con técnica "Nudillos" de Argentina.

## Historia
Diego Echeverria nació en Dolores, Provincia de Buenos Aires, el 1 de enero de 1985. Se dedicó en su juventud al Softbol, donde consiguió ganar tres veces consecutivas la medalla de oro de los Torneos Juveniles Bonaerenses (Actuales Juegos Buenos Aires La Provincia). A los 18 años fue descubierto por un cazatalentos (en inglés, Scout) residente en la Argentina, Amaro Costa Blanco, y posteriormente firmó con los Renegados de Hudson Valley, equipo de Ligas Menores afiliado a Tampa Bay Rays.

## Carrera

### Renegados de Hudson Valley
Integró el plantel de los Renegados, equipo de la categoría A-, en los años 2007 y 2008. Pitcheo un total de 129 Innings, concediendo 98 carreras. Enfrentó a 596 bateadores, que consiguieron impactar la bola en 145 veces, y convertirle 10 Home-run.

### Hot Rods de Bowling Green
En 2009 firma para los Hot Rods, afiliados también a Tampa Bay Rays, pero pertenecientes a la categoría A. Consigue lanzar 60 Innings, en los cuales le convirtieron 62 carreras. Tuvo que enfrentar a 308 bateadores, que dieron 72 hits y sólo 5 Home-runs.

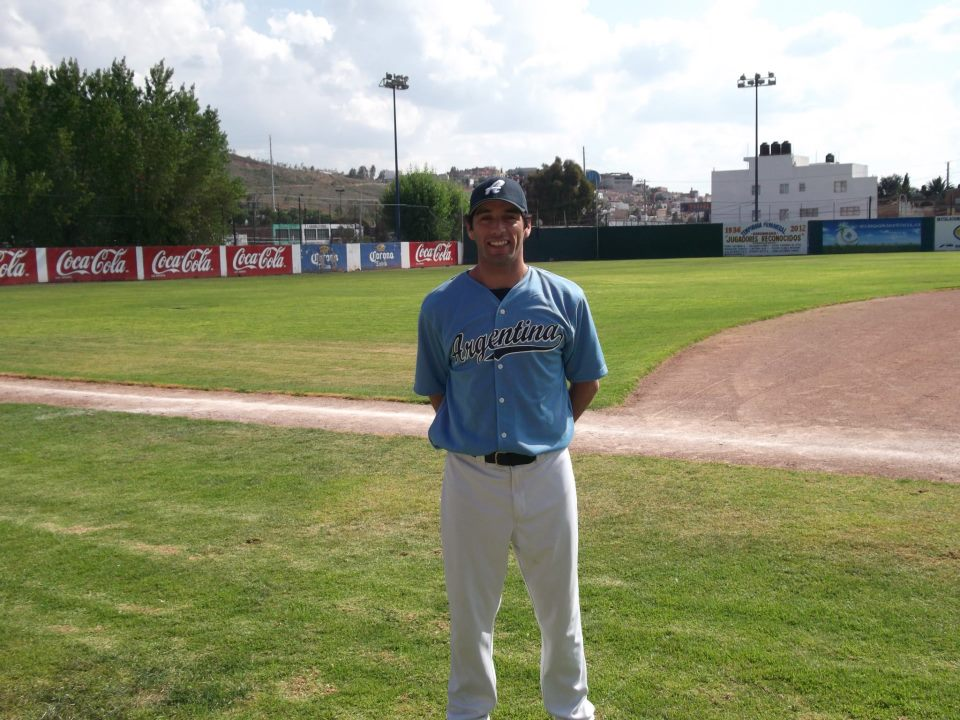
Diego Echeverria antes de lanzar para su selección nacional

### Selección Argentina
Además de ser el Entrenador de Pitcheo de la selección de su país, es también uno de los lanzadores de ésta. Entre los títulos que consiguió, el más importante es el Torneo Sudamericano de Béisbol, que se realizó en el Estadio Nacional ubicado en Ezeiza, en Argentina.